# N'Golo Kanté
N'Golo Kanté (Parijs, 29 maart 1991) is een Frans profvoetballer van Malinese afkomst die doorgaans als verdedigende middenvelder speelt.
Kanté begon zijn carrière in Frankrijk bij US Boulogne en SM Caen. In het seizoen 2015/16 speelde hij voor Leicester City, waarmee hij de Premier League won. Hij stapte vervolgens voor circa € 36 miljoen over naar Chelsea FC, waar hij in zijn eerste seizoen de Premier League wederom won en werd benoemd tot PFA Players' Player of the Year. Bij Chelsea won hij vervolgens de UEFA Champions League in 2021, waarbij hij werd benoemd tot Middenvelder van het Seizoen bij de UEFA, en ook het WK voor clubs, de UEFA Europa League, de UEFA Super Cup en de FA Cup. Kanté maakte medio 2023 voor drie jaar de overstap naar Ittihad Club.
Kanté debuteerde in 2016 in het Frans voetbalelftal, waarmee hij datzelfde jaar de finale van het EK in eigen land bereikte en twee jaar later het WK 2018 won. Kanté won in 2021 met Frankrijk de UEFA Nations League en speelde ook mee op de EK's van 2020 en 2024.

## Clubcarrière

### US Boulogne
Kanté stroomde door vanuit de jeugd van US Boulogne. Hiervoor debuteerde hij op 18 mei 2012 in het eerste elftal, tijdens een wedstrijd in de Ligue 2 tegen AS Monaco. Tijdens het seizoen 2012/13 speelde hij met Boulogne in de Championnat National, het derde niveau in Frankrijk. Hij scoorde zijn eerste doelpunt op 10 augustus 2012 tegen Luzenac.

### SM Caen
Kanté verkaste in 2013 naar SM Caen, toen actief in de Ligue 2. Kanté debuteerde voor de Franse club op 2 augustus tegen Dijon. Een week later scoorde hij zijn eerste doelpunt voor de club tegen Stade Lavallois. Gedurende het seizoen 2013/14 speelde hij 38 competitiewedstrijden voor Caen, waarmee hij dat jaar derde werd en promoveerde naar de Ligue 1. Op 9 augustus 2014 speelde Kanté zijn eerste wedstrijd op het hoogste niveau tegen Évian. De Fransman scoorde ook in deze wedstrijd. Caen handhaafde zich door dertiende te eindigen in de Ligue 1. In het seizoen 2014/15 was er in de Franse competitie geen middenvelder diegene meer ballen onderschepte of meer succesvolle tackles inzette dan N’Golo Kanté deed bij Caen.

### Leicester City
Kanté tekende in augustus 2015 een contract tot medio 2019 bij Leicester City, de nummer veertien van de Premier League in het voorgaande seizoen. Dat betaalde circa €9.000.000,- voor hem aan SM Caen. Op 8 augustus 2015 debuteerde Kanté voor Leicester City door Jamie Vardy te vervangen in het met 4–2 gewonnen competitieduel tegen Sunderland AFC. Op 7 november 2016 scoorde Kanté zijn eerste goal voor die club, wat gelijk ook zijn laatste was, in de met 2–1 gewonnen thuiswedstrijd tegen Watford FC. Kanté werd in mei 2016 met Leicester City kampioen van de Premier League. Hij speelde dat jaar op een na alle competitiewedstrijden. Het was het eerste landskampioenschap in het bestaan van de club. Kanté werd samen met ploeggenoten Vardy, Riyad Mahrez en aanvoerder Wes Morgan opgenomen in het PFA Team van het Jaar in de Premier League. Kanté werd ook genomineerd voor de prijs PFA Players' Player of the Year, maar moest deze prijs overlaten aan ploeggenoot Riyad Mahrez.

### Chelsea
Kanté tekende in juli 2016 een contract tot medio 2021 bij Chelsea. Dat betaalde circa €36.000.000,- voor hem aan Leicester City. Op 15 augustus kwam Kanté voor het eerst in actie voor Chelsea, tegen West Ham United (2–1 winst). Op 15 oktober kwam Kanté zijn oude ploeg Leicester City tegen en werd hij uitgeroepen tot Man of the Match. Een week later scoorde hij zijn eerste doelpunt voor Chelsea, in een 4–0 overwinning tegen Manchester United. Op 12 mei 2017 werd Kante voor de tweede keer in twee jaar kampioen van de Premier League. Hij werd gekozen tot beste voetballer van het seizoen 2016/17 in Engeland door de pers en door zijn collega-voetballers. Ook de Premier League zelf riep de Franse middenvelder van Chelsea uit tot speler van het jaar. Chelsea verloor de finale van de FA Cup van rivaal Arsenal. In de Community Shield van 2017 verloor Chelsea, met Kanté in de gelederen, opnieuw van Arsenal. Kanté speelde op 12 september 2017 zijn eerste Europese wedstrijd tegen FK Qarabağ in de Champions League, Chelsea won 6–0. Kanté eindigde op de achtste plaats bij de verkiezing van de Ballon d'Or in 2017. Op 19 mei 2018 won Kanté met Chelsea de FA Cup door in de finale Manchester United te verslaan (1–0). De middenvelder speelde de hele wedstrijd en werd uitgeroepen tot Man of the Match.
Het seizoen 2018/19 begon Chelsea weer met de Community Shield. Dit keer werd er verloren van Manchester City. Op 23 november 2018 verlengde Kanté zijn contract tot 2023. Chelsea bereikte de finale van de League Cup door Tottenham Hotspur na een strafschoppenreeks te verslaan. Kanté scoorde het openingsdoelpunt in de thuiswedstrijd. De finale ging ook naar een strafschoppenreeks. Die ging deze keer verloren. Op 29 mei 2019 won Kanté zijn derde prijs met Chelsea. Chelsea won de finale van de UEFA Europa League met 4–1 van Arsenal. Kanté speelde de volledige wedstrijd. Chelsea verloor met Kanté de UEFA Super Cup met 2–1 van Liverpool in augustus 2019. Op zaterdag 29 mei 2021 won Chelsea met Kanté de UEFA Champions League door met 1–0 te winnen van Manchester City. Op 11 augustus 2021 werd vervolgens tegen UEFA Europa League-winnaar Villarreal de strijd om de UEFA Super Cup gewonnen nadat een uiteindelijke strafschoppenreeks (6–5 winst) de doorslag gaf. Kanté werd op 26 augustus 2021 benoemd tot Middenvelder van het Seizoen van de UEFA Champions League en eindigde als derde bij de UEFA Men's Player of the Year. Hij eindigde vervolgens als vijfde bij de verkiezing van de Ballon d'Or op 29 november 2021. Op 12 februari 2022 wist Kanté met Chelsea voor de eerste keer in de clubhistorie het FIFA WK voor clubs te winnen door CONMEBOL Libertadores-winnaar Palmeiras in de finale te verslaan. In de reguliere speeltijd leverde de finale na een 1–1 gelijkspel geen winnaar op; Kai Havertz benutte in de zevenentwintigste minuut van de extra speeltijd een strafschop. In het seizoen 2022/23 kwam Kanté onder andere wegens een hamstringblessure slechts in zeven competitiewedstrijden in actie.

### Ittihad Club
Nadat zijn contract bij Chelsea afliep, ondertekende Kanté in de zomer van 2023 een driejarig contract bij de Saoedi-Arabische landskampioen Ittihad Club. Hij debuteerde voor Ittihad Club op 14 augustus 2023 in de met 0–3 gewonnen wedstrijd tegen Al-Raed in de Saudi Pro League. Zijn eerste doelpunt voor Ittihad Club maakte hij op 21 september 2023, in de 2–1 competitiezege op Al-Fateh. Hij scoorde op 12 december 2023 tegen Auckland City op het WK voor clubs (3–0). Ittihad Club werd vervolgens in de kwartfinales uitgeschakeld door Al-Ahly. Kanté werd op 5 maart 2024 van het veld gestuurd met een rode kaart tegen Al-Hilal in de kwartfinales van de AFC Champions League. Ittihad Club verloor het tweeluik met 2–0.

## Clubstatistieken
| Seizoen         | Club            | Competitie                | Competitie | Competitie | Beker | Beker | Internationaal | Internationaal | Overig | Overig | Totaal | Totaal |
| Seizoen         | Club            | Competitie                | Duels      | Goals      | Duels | Goals | Duels          | Goals          | Duels  | Goals  | Duels  | Goals  |
| --------------- | --------------- | ------------------------- | ---------- | ---------- | ----- | ----- | -------------- | -------------- | ------ | ------ | ------ | ------ |
| 2011/12         | US Boulogne     | Ligue 2                   | 1          | 0          | 0     | 0     | —              | —              | —      | —      | 1      | 0      |
| 2012/13         | US Boulogne     | Championnat National      | 37         | 3          | 2     | 1     | —              | —              | —      | —      | 39     | 4      |
| Club totaal     | Club totaal     | Club totaal               | 38         | 3          | 2     | 1     | 0              | 0              | 0      | 0      | 40     | 4      |
| 2013/14         | SM Caen         | Ligue 2                   | 38         | 2          | 5     | 1     | —              | —              | —      | —      | 43     | 3      |
| 2014/15         | SM Caen         | Ligue 1                   | 37         | 2          | 2     | 1     | —              | —              | —      | —      | 39     | 3      |
| Club totaal     | Club totaal     | Club totaal               | 75         | 4          | 7     | 2     | 0              | 0              | 0      | 0      | 82     | 6      |
| 2015/16         | Leicester City  | Premier League            | 37         | 1          | 3     | 0     | —              | —              | —      | —      | 40     | 1      |
| Club totaal     | Club totaal     | Club totaal               | 37         | 1          | 3     | 0     | 0              | 0              | 0      | 0      | 40     | 1      |
| 2016/17         | Chelsea         | Premier League            | 35         | 1          | 6     | 1     | —              | —              | —      | —      | 41     | 2      |
| 2017/18         | Chelsea         | Premier League            | 34         | 1          | 7     | 0     | 6              | 0              | 1      | 0      | 48     | 1      |
| 2018/19         | Chelsea         | Premier League            | 36         | 4          | 7     | 1     | 10             | 0              | 0      | 0      | 53     | 5      |
| 2019/20         | Chelsea         | Premier League            | 22         | 3          | 1     | 0     | 4              | 0              | 1      | 0      | 28     | 3      |
| 2020/21         | Chelsea         | Premier League            | 30         | 0          | 5     | 0     | 13             | 0              | 0      | 0      | 48     | 0      |
| 2021/22         | Chelsea         | Premier League            | 26         | 2          | 7     | 0     | 6              | 0              | 3      | 0      | 42     | 2      |
| 2022/23         | Chelsea         | Premier League            | 7          | 0          | 0     | 0     | 2              | 0              | 0      | 0      | 9      | 0      |
| Club totaal     | Club totaal     | Club totaal               | 190        | 11         | 33    | 2     | 41             | 0              | 5      | 0      | 269    | 13     |
| 2023/24         | Al-Ittihad Club | Saudi Professional League | 30         | 2          | 4     | 1     | 6              | 0              | 4      | 1      | 44     | 4      |
| Club totaal     | Club totaal     | Club totaal               | 30         | 2          | 4     | 1     | 6              | 0              | 4      | 1      | 44     | 4      |
| Carrière totaal | Carrière totaal | Carrière totaal           | 370        | 21         | 49    | 6     | 47             | 0              | 9      | 1      | 475    | 28     |

Bijgewerkt t/m 21 juli 2024.

## Interlandcarrière
Kanté werd in 2015 en 2016 benaderd om te spelen voor Mali. Desondanks debuteerde hij op 25 maart 2016 in het Frans voetbalelftal, in een oefeninterland tegen Nederland (2–3 winst). Vier dagen later maakte hij zijn eerste interlanddoelpunt, in een met 4–2 gewonnen oefenwedstrijd tegen Rusland. Bondscoach Didier Deschamps nam Kanté op 12 mei 2016 op in de Franse selectie voor het EK 2016, in eigen land. Hierop bereikten zijn ploeggenoten en hij de finale, die ze met 0–1 verloren van Portugal. Kanté kwam in vier wedstrijden in actie, in de finale bleef hij op de bank. Hij was de minst ervaren veldspeler van de Franse selectie, afgezien van de – ten tijde van de selectie – nog niet gedebuteerde reservedoelman Benoît Costil.
Deschamps nam Kanté ook op voor de Franse selectie voor het WK 2018. Kanté stond voor elke wedstrijd en werd verkozen tot Man of the Match in de groepswedstrijd tegen Denemarken. Kanté miste alleen minuten in de finale tegen Kroatië, toen hij werd vervangen door Steven Nzonzi toen een tweede gele kaart dreigde. Frankrijk won de finale met 4–2, de tweede keer dat Frankrijk het WK won. Kanté miste geen speelminuten op het EK 2020, dat door de coronacrisis was uitgesteld naar 2021. Frankrijk werd in de achtste finales uitgeschakeld door Zwitserland na strafschoppen. Frankrijk won op 10 oktober 2021 de UEFA Nations League. Kanté miste de finaleronde, maar had in de groepsfase vier wedstrijden meegespeeld en gescoord tegen Portugal. Hij miste het WK 2022 in Qatar, waar Frankrijk de finale na strafschoppen verloor van Argentinië, wegens een hamstringblessure. Kanté werd op 16 mei 2024 na twee jaar afwezigheid door Deschamps opgenomen in de Franse selectie voor het EK 2024 in Duitsland. Hij kwam op het toernooi in iedere wedstrijd in actie en werd in de eerste twee groepswedstrijden, tegen Oostenrijk (1–0 winst) en Nederland (0–0), benoemd tot Speler van de Wedstrijd door de UEFA. Frankrijk werd in de halve finale uitgeschakeld met een 2–1 nederlaag tegen Spanje.

## Erelijst
| Competitie            |                |                |                |                |
| Competitie            | Aantal         | Jaren          |                |                |
| Leicester City        | Leicester City | Leicester City | Leicester City | Leicester City |
| --------------------- | -------------- | -------------- | -------------- | -------------- |
| Premier League        | 1×             | 2015/16        |                |                |
| Chelsea               |                |                |                |                |
| UEFA Champions League | 1×             | 2020/21        |                |                |
| UEFA Europa League    | 1×             | 2018/19        |                |                |
| UEFA Super Cup        | 1×             | 2021           |                |                |
| FIFA Club World Cup   | 1×             | 2021           |                |                |
| Premier League        | 1×             | 2016/17        |                |                |
| FA Cup                | 1×             | 2017/18        |                |                |

| Competitie          | Winnaar   | Winnaar   | Runner-up | Runner-up | Derde     | Derde     |
| Competitie          | Aantal    | Jaren     | Aantal    | Jaren     | Aantal    | Jaren     |
| Frankrijk           | Frankrijk | Frankrijk | Frankrijk | Frankrijk | Frankrijk | Frankrijk |
| ------------------- | --------- | --------- | --------- | --------- | --------- | --------- |
| FIFA WK             | 1×        | 2018      |           |           |           |           |
| UEFA EK             |           |           | 1×        | 2016      |           |           |
| UEFA Nations League | 1×        | 2020/21   |           |           |           |           |

| Individueel                |    |         |
| PFA Player of the Year     | 1× | 2016/17 |
| FWA Footballer of the Year | 1× | 2016/17 |